# Đỗ Chí Nghĩa
Đỗ Chí Nghĩa (sinh ngày 5 tháng 1 năm 1975) là nhà báo, chính trị gia nước Cộng hòa xã hội chủ nghĩa Việt Nam. Ông hiện là Ủy viên Thường trực Ủy ban Văn hóa, Giáo dục của Quốc hội, Ủy viên Ban Chấp hành Hội Nhà báo Việt Nam, Đại biểu Quốc hội khóa XV từ Phú Yên. Ông từng là Ủy viên Ban Chấp hành Đảng bộ cơ quan Văn phòng Quốc hội, Phó trưởng Ban Tuyên giáo Đảng ủy Văn phòng, Tổng Biên tập Báo Đại biểu Nhân dân.
Đỗ Chí Nghĩa là đảng viên Đảng Cộng sản Việt Nam, học hàm và học vị Phó Giáo sư, Tiến sĩ Báo chí, Cao cấp lý luận chính trị. Ông có sự nghiệp tập trung cho ngành báo chí, với 20 năm giảng dạy đại học, rồi tham gia hoạt động ở Quốc hội.

## Xuất thân và giáo dục
Đỗ Chí Nghĩa sinh ngày 5 tháng 1 năm 1975 tại xã Đại Cương, huyện Kim Bảng, tỉnh Hà Nam, quê quán ở phường Duy Hải, thị xã Duy Tiên. Ông lớn lên và tốt nghiệp phổ thông ở Duy Tiên, thi đỗ và học Học viện Báo chí và Tuyên truyền, có hai bằng cử nhân gồm Cử nhân Báo chí và Cử nhân Quản lý xã hội, sau đó tiếp tục học cao học, rồi nghiên cứu sinh về truyền thông đại chúng và bảo vệ thành công luận án tiến sĩ đề tài "Vai trò báo chí trong định hướng dư luận xã hội", trở thành Tiến sĩ Báo chí năm 2010. Ông được kết nạp Đảng Cộng sản Việt Nam vào ngày 22 tháng 11 năm 1995, trở thành đảng viên chính thức sau đó 1 năm, từng theo học các khóa chính trị ở Học viện Chính trị Quốc gia Hồ Chí Minh và tốt nghiệp Cao cấp lý luận chính trị. Nay ông thường trú ở phường Cầu Diễn, quận Nam Từ Liêm, thành phố Hà Nội.

## Sự nghiệp
Tháng 11 năm 1996, sau khi tốt nghiệp trường Báo chí, Đỗ Chí Nghĩa được giữ lại trường làm Giảng viên tập sự Khoa Báo chí của Học viện Báo chí và Tuyên truyền, và chính thức là Giảng viên từ tháng 1 năm 1999. Ông công tác giảng dạy liên tục ở trường, ban đầu ở Khoa Báo chí những năm 1996–2003, chuyển sang Khoa Phát thanh – Truyền hình từ năm 2003, rồi kiêm nhiệm vị trí Tổng Biên tập Thời báo Doanh nhân từ đầu năm 2008. Tháng 10 năm 2011, ông được bổ nhiệm làm Phó Trưởng khoa Phát thanh – Truyền hình, là Bí thư Chi bộ khoa và được bầu làm Đảng ủy viên Học viện Báo chí và Tuyên truyền từ tháng 12 năm 2012. Sau đó, ông là Phó Trưởng khoa phụ trách Khoa Quan hệ công chúng và Quảng cáo từ tháng 6 năm 2014, rồi Trưởng khoa từ tháng 11 cùng năm.
Tháng 5 năm 2015, sau gần 20 năm công tác ở Học viện Báo chí và Tuyên truyền, Đỗ Chí Nghĩa được điều tới Văn phòng Quốc hội, bổ nhiệm làm Bí thư Đảng ủy, Tổng Biên tập Báo Đại biểu Nhân dân, đồng thời là Ủy viên Ban Chấp hành Đảng bộ cơ quan Văn phòng Quốc hội, Phó Trưởng Ban Tuyên giáo Đảng ủy cơ quan này. Bên cạnh đó, ông tham gia tổ chức xã hội, là Ủy viên Ban Chấp hành Hội Nhà báo Việt Nam, Chủ tịch Liên chi hội Nhà báo Văn phòng Quốc hội. Năm 2021, ông được Ủy ban Trung ương Mặt trận Tổ quốc Việt Nam, Ủy ban Thường vụ Quốc hội giới thiệu tham gia ứng cử đại biểu Quốc hội từ Phú Yên, thuộc đơn vị bầu cử số 1 gồm thị xã Đông Hòa, huyện Phú Hòa, Tây Hòa, Sơn Hòa, Sông Hinh, rồi trúng cử Đại biểu Quốc hội khóa XV với tỷ lệ 68,30%. Ngày 21 tháng 7 năm 2021, ông được phê chuẩn làm Ủy viên Thường trực Ủy ban Văn hóa, Giáo dục của Quốc hội.

## Sách
- Đỗ Chí Nghĩa (2011). Lý lẽ cuộc sống. Hà Nội: Thông tin và Truyền thông.
- Đỗ Chí Nghĩa (2013). Vai trò của báo chí trong định hướng dư luận xã hội. Hà Nội: Chính trị quốc gia – Sự thật.
- Đỗ Chí Nghĩa (2014). Nhà báo và sáng tạo báo chí trong tư tưởng Hồ Chí Minh: Sách chuyên khảo. Hà Nội: Chính trị quốc gia.
- Đỗ Chí Nghĩa (2014). Báo chí và mạng xã hội: Sách chuyên khảo. Hà Nội: Lý luận chính trị.